# Луда надпревара
За едноименния канадско-американски филм вижте Луда надпревара (филм).
„Луда надпревара“ (на английски: Fastlane) е американски сериал от 22 шейсетминутни епизода на телевизия Фокс, излъчван от 2002 до 2003 г. В главните роли Питър Фачинели, Бил Белами и Тифани Тисен. В България е излъчван по БТВ.